# Tetrastichus cincinnatus
Tetrastichus cincinnatus är en stekelart som först beskrevs av Girault 1917.  Tetrastichus cincinnatus ingår i släktet Tetrastichus och familjen finglanssteklar. Inga underarter finns listade i Catalogue of Life.